# 롭 카다시안
로버트 아서 카다시안(영어: Robert Arthur Kardashian, 1987년 3월 17일 ~ )은 미국의 방송인, 모델이다.